# Konrad Rittershausen

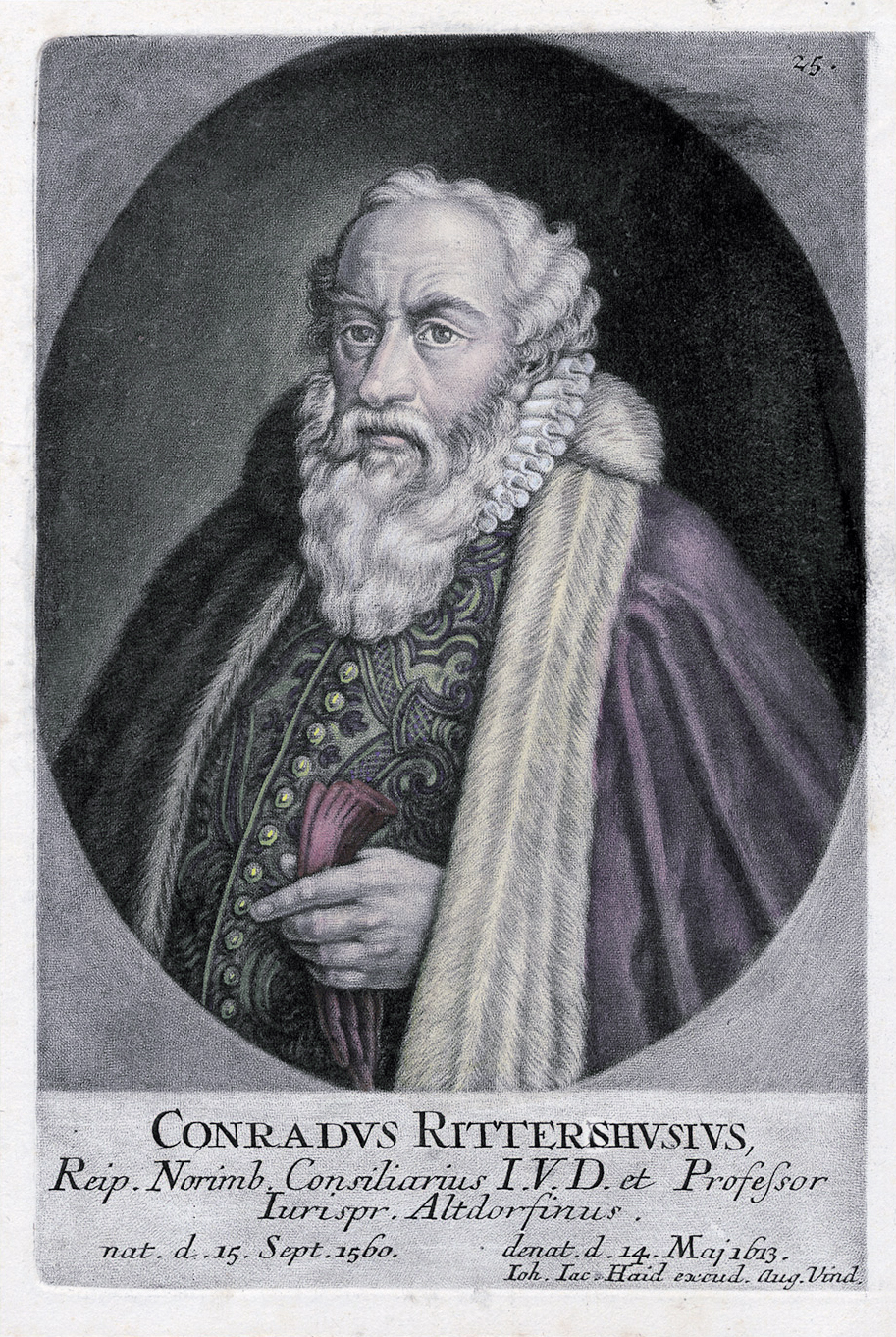
Konrad Rittershausen

Konrad Rittershausen (* 25. September 1560 in Braunschweig; † 25. Mai 1613 in Altdorf bei Nürnberg) war ein deutscher Jurist und Hochschullehrer.

## Leben und Wirken
Konrad Rittershausen, der Sohn von Balthasar Rittershausen (* 1537 in Celle; † 9. August 1602 in Braunschweig), dem Senior des Braunschweiger Collegiat-Capitels,  besuchte ein humanistisches Gymnasium in Braunschweig. Der Rektor der Schule, Matthias Bergius (1536–1592), war sein Onkel. Ab 1580 studierte er Rechtswissenschaften und Philologie in Helmstedt, dann ab 1584 in Altdorf, 1590/91 in Ingolstadt. Zu seinen akademischen Lehrern gehörten Johannes Borcholt, Johann von Jagemann, Johannes Busereuth und Hubertus Giphanius. In Basel promovierte er 1591 zum Doktor der Rechte. Noch im gleichen Jahr erhielt er einen Ruf auf einen Lehrstuhl für römisches Privatrecht an der Universität Altdorf, dem Hochschulsitz der Stadt Nürnberg. Trotz mehrerer Rufe an andere Hochschulen, unter anderem an die Universität Helmstedt, blieb er bis zu seinem Tod im Jahr 1613 in Altdorf.
Rittershausen wird zu den bedeutenden Altdorfer Rechtsprofessoren gezählt. Seine wissenschaftliche Schriften sind weit gefächert; neben dem Privatrecht befasste er sich mit dem Staatsrecht und dem Kirchenrecht. Darüber hinaus widmete er sich linguistischen und theologischen Streitfragen.
Söhne aus Rittershausens erster Ehe (⚭ 1592) mit Helena Staudner (1569–1607), Tochter des Superintendenten Georg Staudner (1518–1580) aus Sulzbach, waren der Jurist, Genealoge und Rechtsprofessor Nikolaus Rittershausen (1597–1670), der Jurist und brandenburg-kulmbachische Rat Georg von Rittershausen (1595–1664) auf Bug und Weißdorf (1653 Reichsadel) und der Notar und Kartograph Ludwig Rittershausen (1599–1652). In zweiter Ehe heiratete Konrad Rittershausen 1609 Katharina Holzschuch, Tochter des Advokaten des fränkischen Adels, Dompropsteiverwalters und Ratsherrn Pankraz Holzschuh († 1610) und seiner Frau Magdalena aus Bamberg.

## Werke (Auswahl)
- Consilia sive responsa altorfina de jure, 1603
- Vita et Mors Juvenis ornatissimi Heliae Putschii Antwerpiani, 1608
- Liber commentarius in Epistolas Plinii, 1609
- Liber commentarius in Salvianum Massiliensem, 1611
- Jus Justinianum, hoc est, Justiniani et aliorum quorundam impp. augg, novellarum mixtarum expositio methodica, 1615 (posthum)
- Dodeca deltos, sive in duodecim tabularum leges commentarius novus, Argentorati 1616
- Commentarius Novus, Pulcherrimus Et Utilissimus In Celeberrimam Legem XXIII. Contractus. Digest. De Diversis Regulis Iuris antiqui, Argentorati 1616